# Sling Aircraft

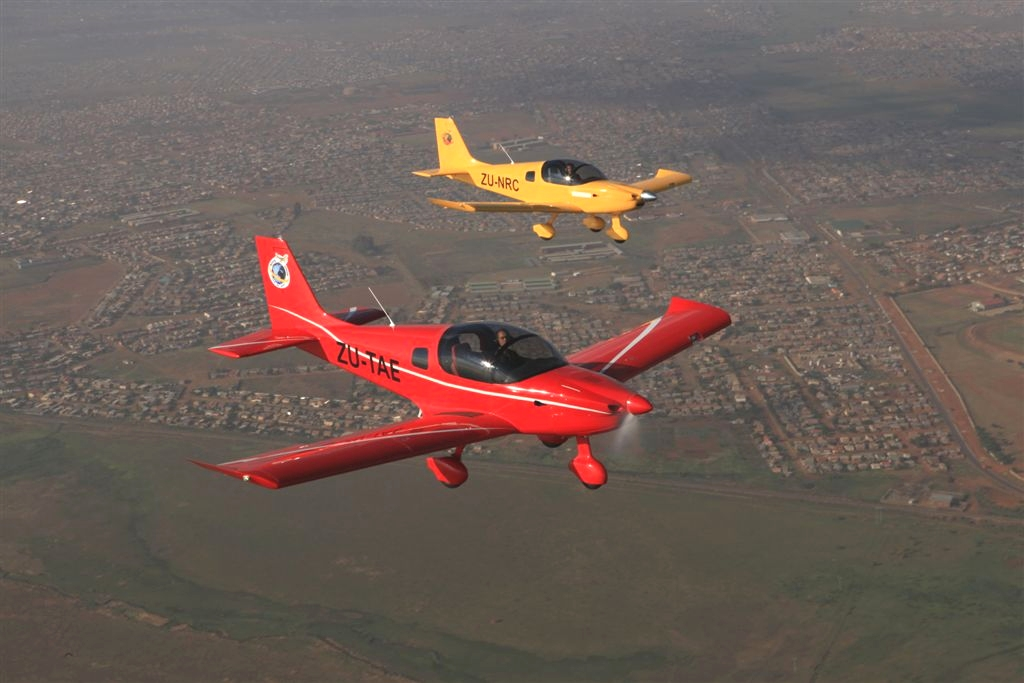
Sling Aircraft Sling 2 in Formation

Sling Aircraft (Pty) Ltd, ehemals The Airplane Factory (Pty) Ltd., ist ein südafrikanischer Flugzeughersteller. Das Unternehmen hat seinen Sitz am Tedderfield Airpark in Johannesburg und ist spezialisiert auf die Entwicklung und Produktion von Leichtflugzeugen in Form von Bausätzen und Fertigmodellen. Die Eigentümer sind Mike Blyth, James Pitman und Andrew Pitman. Die Flugzeuge werden rechnergestützt konstruiert und mittels CNC-Maschinen gefertigt.

## Produkte
- Sling 2, zweisitziger Tiefdecker
- Sling 4, viersitziger Tiefdecker
- Sling TSi, viersitziger Tiefdecker
- Sling HW, viersitziger Schulterdecker